# Mörnsheim
Mörnsheim – gmina targowa w Niemczech, w kraju związkowym Bawaria, w rejencji Górna Bawaria, w regionie Ingolstadt, w powiecie Eichstätt. Leży na terenie Parku Natury Altmühltal, w Jurze Frankońskiej, około 15 km na zachód od Eichstätt,

## Dzielnice
W skład gminy wchodzą następujące dzielnice: Mörnsheim, Altendorf, Haunsfeld, Ensfeld, Mühlheim, Apfelthal i Lichtenberg

## Demografia
Dane o ludności z 31 grudnia 2008:
| Opis                                | Ogółem | Ogółem | Kobiety | Kobiety | Mężczyźni | Mężczyźni |
| ----------------------------------- | ------ | ------ | ------- | ------- | --------- | --------- |
| Jednostka                           | osób   | %      | osób    | %       | osób      | %         |
| Populacja                           | 1615   | 100    | 775     | 47,99   | 840       | 52,01     |
| Wiek przedprodukcyjny (0–17 lat)    | 283    | 17,52  | 127     | 7,86    | 156       | 9,66      |
| Wiek produkcyjny (18–65 lat)        | 1001   | 61,98  | 460     | 28,48   | 541       | 33,5      |
| Wiek poprodukcyjny (powyżej 65 lat) | 331    | 20,5   | 188     | 11,64   | 143       | 8,85      |

## Polityka
Wójtem gminy jest Richard Mittl, rada gminy składa się z 12 osób.
|      | CSU | SPD | WV | FWB | FW | FWG | Razem |
| 2008 | 1   | 6   | 1  | 3   | 1  | 12  |       |
| 2002 | 1   | 6   | 1  | 3   | 1  | 12  |       |